# Acanthoclinus fuscus
Acanthoclinus fuscus és una espècie de peix de la família Plesiopidae i de l'ordre dels perciformes.

## Morfologia
Els mascles poden assolir els 30 cm de longitud total.

## Distribució geogràfica
És endèmic a Nova Zelanda.